# Городишче
Городишче (рус. Городище) град је у Русији у Пензенској области. Према попису становништва из 2010. у граду је живело 8096 становника.

## Становништво
| 1939. | 1959. | 1970. | 1979. | 1989. | 2002. | 2010. |
| ----- | ----- | ----- | ----- | ----- | ----- | ----- |
| 6.440 | 5.258 | 6.298 | 7.072 | 7.926 | 8.281 | 8.096 |